# 녹서
녹서(綠書, 영어: green paper)는 유럽 연합, 영국 연방 회원국, 그리고 홍콩의 정부가 정책의 제안을 의논하고 심의하기 위해서 제공한 임시적인 자문용 공문서다. 정부는 실질적으로 녹서에 나오는 정책을 시행하지 않다. 하지만 녹서는 벌써 통과된 법안을 바꾸는 기회를 주는 첫 단계가 되는 수단으로 사용한다. 이리하여 녹서의 내용이 나중에 백서의 내용에 포함될 수 있다. 이러한 비밀주의적인 본질이 있기에 녹서는 회색문헌에 속한다.

## 같이 보기
- 백서